# Blåslav
Blåslav (Hypogymnia physodes) är en bladlav som ingår i släktet Hypogymnia, och familjen Parmeliaceae.
Blåslav är en av Sveriges och Europas absolut vanligaste lavar. Den kan nog till och med räknas som den vanligaste laven på hela det norra halvklotet.
Blåslaven trivs bäst på stammar och grenar av diverse träd och buskar, men förekommer också på stenar och klippor. Underlag skapade av människa är också lämpliga såsom gärdesgårdar, gamla lador, staket, hustak med mera, till och med bilar som parkerats för länge i naturen.
Bålen är bladlik, ljusgrå på ovansidan och mörkbrun till nästan svart på undersidan. Inne i bålen bildas ett luftrum och laven ser därför lite uppblåst ut. Många bålflikar är öppna och på insidan av dessa öppningar bildas små vegetativa spridningsenheter
Blåslav är snarlik Kavernularia (Cavernularia hultenii) men den arten är klart mindre till storleken. Den har dessutom håligheter på bålens undersida (vilken är mörkt brun och med håligheterna liknar det knäckebröd), vilket blåslav aldrig har.